# Festival international de la mode africaine
Le FIMA (Festival international de la mode africaine) est un festival de mode panafricain qui a lieu principalement au Niger.
Le FIMA est né en 1998 dans l'imagination[style à revoir] du créateur de mode nigérien Alphadi dans le désert de Tiguidit au Niger. Le festival a pour but de faire se rencontrer les cinq continents en terre africaine et de favoriser la construction de passerelles pour permettre l'expression des talents. 
Depuis 1998, le FIMA a visité[style à revoir] des sites naturels remarquables classés par l'UNESCO comme les falaises de Tiguidit, les rives du fleuve Niger, les plateaux Batéké en terre gabonaise, etc.
Le soutien de personnalités comme Yves Saint Laurent, Kenzō ou Jean-Paul Gautier par le fait de leur présence, ou du prêt de leurs modèles[réf. nécessaire] furent à coup sur une preuve que ce projet était une volonté de célébration mondiale de la mode tout en faisant prendre conscience aux gouvernements que ce secteur recèle des potentialités en termes de débouchés pour l'Afrique et pour réunir les acteurs susceptibles de révéler les richesses culturelles[non neutre] de ce continents en y associant l'artisanat.
Le rêve d'Alphadi associé à sa vision positive de l'Afrique permettra, grâce aux rencontres organisées comme les colloques sur la lutte contre le sida et sur la création d'une école de mode au Niger...et aux rencontres spontanées lors des différents FIMA, de bâtir une réalité encore plus fabuleuse qu'un rêve[style à revoir].

## Lieux du festival
- Tiguidit en 1998
- Gorou Kirey (dit « Pilule ») en 2000
- Lékoni au Gabon en 2002
- Boubon en 2003[4]
- Karey Gorou en 2005
- Lieu du festival FIMA en 2005 à Karey Gorou
- Niamey en 2007
- Gorou Kirey en 2009[5]
- Niamey en 2011[6]
- Niamey en 2013[7],[8]

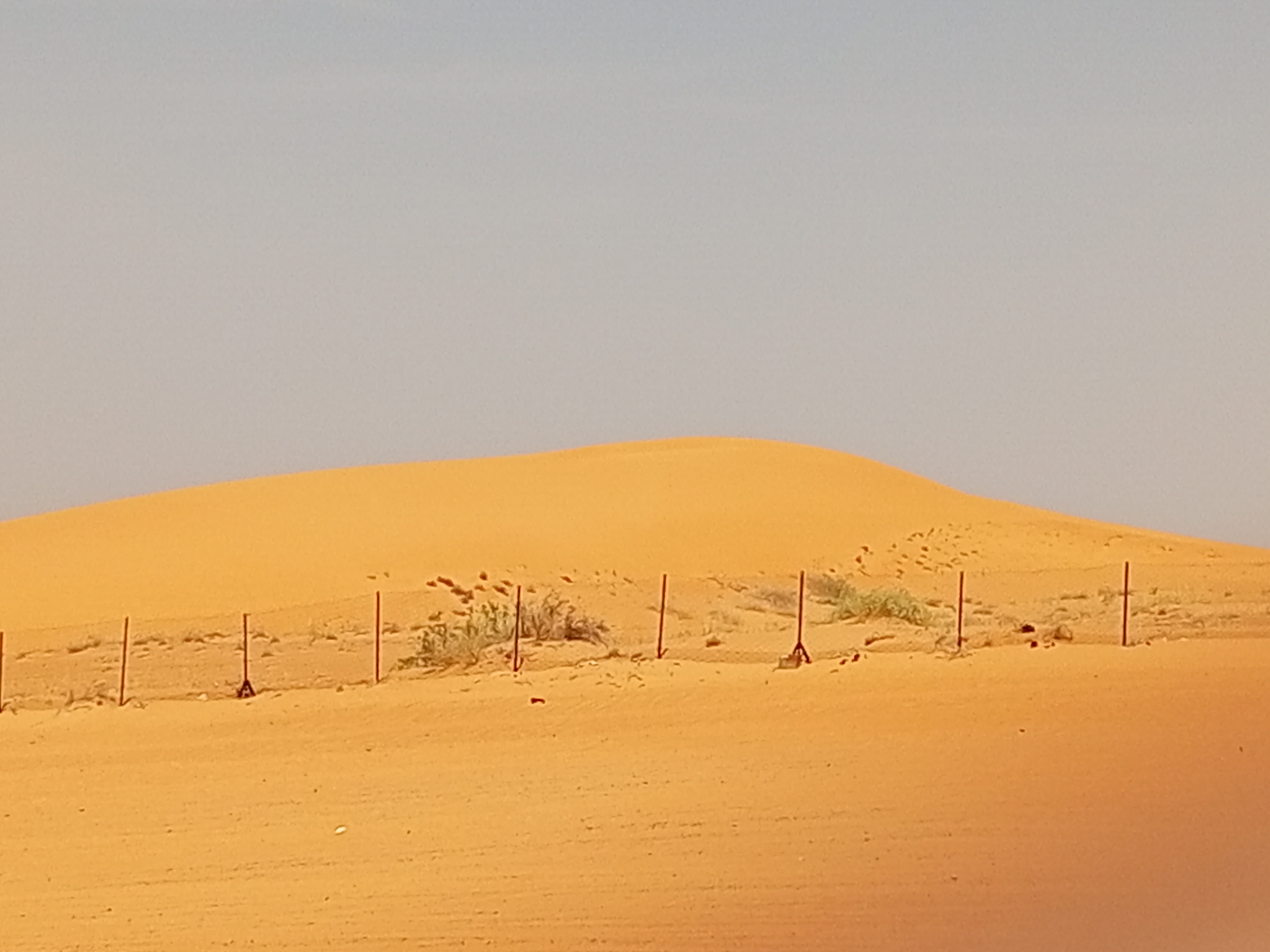
Lieu du festival FIMA en 2005 à Karey Gorou

- Niamey en 2015, piloté par le styliste international nigérien Seidnaly Sidhamed Alphadi[9]
- Agadez en 2016[10] et en 2017[11]
- Dakhla au Maroc en 2018[12],[13]
- Niamey au Niger en 2019 en marge du sommet de l'Union africaine
- Niamey au Niger en 2021
- Rabat au Maroc en décembre 2022[14],[15]

## Personnalités liées
- Pépita Djoffon, styliste modéliste béninoise. Elle a participé aux deux premières éditions.